# IrDA
IrDA je komunikační infračervený port vytvořený konsorciem IrDa (Infrared Data Association), které popisuje bezdrátovou komunikaci pomocí infračerveného světla. IrDA definuje standardy koncových zařízení a protokolů, pomocí kterých zařizuje komunikaci. IrDA byl vytvořen pro komunikaci s přenosnými (mobilními) zařízeními bez nutnosti použití komunikačního kabelu.

## Hardware
IrDA vysílá a přijímá modulované infračervené světlo (záření) o vlnové délce 875 nm. Vysílačem jsou infračervené LED diody (nebo infračervené laserové diody). Přijímačem jsou fotodiody. Výrobci vyrábí sady (přijímač + vysílač) přímo použitelné v elektronických aplikacích. IrDA je součástí notebooků, mobilních telefonů, PDA apod. V současnosti je IrDA vytlačováno radiovým přenosem (Bluetooth), který eliminuje základní nevýhodu infračerveného přenosu – potřebu přímé viditelnosti.

## Dosah a rychlost IrDA
IrDA (IrDA verze 1.0 a 1.1) pracuje do vzdálenosti 1.0 m při bitové chybovosti BER (Bit Error Rate) a poměr chybně a správně přenesených bitů {\displaystyle 10^{-9}} a maximální úroveň okolního osvětlení 10 lux (denní světlo). Tyto hodnoty jsou definované pro nesouměrnost přijímače a vysílače 15 °. Rychlosti (IrDA 1.0) jsou 2400 – 115 200 b/s. Používá se pulzní modulace 3/16 délky doby trvání bitu. Formát dat je jako při sériovém přenosu (asynchronní přenos se start bitem). IrDA definuje také low-power IrDA zařízení s dosahem do 20 cm a max. rychlostí 115 kb/s. Pulzní modulace se používá, aby LED diody mohly vysílat maximálním výkonem (nemohou takto svítit trvale – proto pulzy).

## Protokoly používané v IrDA
- IrLAP (IrDA Infrared Link Access Protocol), je HDLC protokol změněný pro IrDA komunikaci – zapouzdření rámců V případě více IrDA zařízení je jedno primárně a ostatní sekundárně. IrLAP popisuje jak komunikace navazuje a jaké bude číslování. Startovací rychlost je vždy 9600, po synchronizaci se vytvoří komunikační kanály s jednotlivými zařízeními.
- IrLMP (IrDA Infrared Link Management Protocol) protože konfigurace IrDA sítě se může měnit – za běhu přibývají / ubývají nová IR zařízení, tak každé zařízení se ohlašuje IrLMP protokolem, který běží nad IrLAP protokolem. Funkcí IrLMP je detekovat nové zařízení, kontrolovat toky dat a přepínat více stanic (jak se vyskytují).
- TinyTP (IrDA Transport Protocols) je vrstva která drží virtuální kanál mezi zařízeními a opravuje chyby na lince, vytváří rozdělení dat do paketů (obdoba TP).
- IrOBEX (IrDA Object Exchange Protocol) je jednoduchý protokol s příkazy PUT a GET dovolující přenášet binárně data mezi stanicemi. Extensions to IrOBEX for Ir Mobile Communications je rozšíření IrOBEX pro mobilní zařízení (handheld, PDA, mobil) – definuje jak přenášet informace ve vztahu k GSM (vytáčení čísel, SMS, přenos hlasu …) IR.
- IrTran-P (Infrared Transfer Picture) je specifikace pro přenos obrázků z digitálních fotoaparátů přes IrDA.